# Lodbjerg Sogn
Lodbjerg Sogn er et sogn i Sydthy Provsti (Aalborg Stift). Sognet er Danmarks mindste sogn målt på indbyggertal. Sognet har landets højeste kirkegangsprocent på omkring 150 %, hvilket skyldes at kirken søges af mange fra andre sogne.
I Lodbjerg Sogn ligger Lodbjerg Kirke.

## Administrativ historik
I middelalderen hørte sognet til Thysyssel.
Indtil 1662 lå sognet i Ørum og Vestervig Len, der i dette år overgik til at hedde Dueholm, Ørum, Vestervig Amt. I 1794 blev amtet lagt sammen med dele af Aalborghus Amt til Thisted Amt. Sognet var beliggende i Hassing Herred.
I 1800-tallet var Lodbjerg Sogn og Ørum Sogn (Thisted Kommune) annekser til Hvidbjerg Vesten Å Sogn. Alle 3 sogne hørte til Hassing Herred  i Thisted Amt. Hvidbjerg-Ørum-Lodbjerg sognekommune blev dannet i 1842 og blev ved kommunalreformen i 1970 indlemmet i Sydthy Kommune, som ved strukturreformen i 2007 indgik i Thisted Kommune.

## Autoriserede stednavne
I Lodbjerg Sogn findes følgende autoriserede stednavne:
- Gjævhul Bakke (areal)
- Lodbjerg Klitplantage (areal)
- Løgstrup (bebyggelse)
- Tolbøl (bebyggelse, ejerlav)